# Conflitto di Papua
Il conflitto di Papua è uno scontro armato, tuttora in corso ma a bassa intensità che ha luogo nelle province di Papua e Papua Occidentale nella Nuova Guinea Occidentale, in Indonesia.
Le parti coinvolte sono il Movimento per l'indipendenza del Papua e il governo indonesiano.

## Il conflitto
Dopo la fine della Rivoluzione nazionale indonesiana, i Paesi Bassi accettarono di riconoscere l'indipendenza dell'Indonesia con l'eccezione della Nuova Guinea. Il motivo era legato a ragioni etniche, ed i Paesi Bassi decisero di continuare a controllare il territorio fino a quando non sarebbe stato in grado di autogestirsi.
Dal 1950 in poi le potenze olandesi e occidentali concordarono che i papuani dovessero divenire Stato indipendente ma a causa della preoccupazione dell'amministrazione Kennedy di mantenere l'Indonesia schierata dalla parte statunitense nella guerra fredda, gli Stati Uniti fecero pressione sugli olandesi per sacrificare l'indipendenza di Papua e trasferire il territorio all'Indonesia. Nel 1962, i Paesi Bassi cedettero il territorio all'Indonesia firmando l'accordo di New York, dando così inizio al conflitto indipendentista papuano. Fin da subito, avvennero aggressioni, attentati e violenze contro la popolazione favorevole all'indipendenza e alle minoranze etniche, più volte il Governo indonesiano è stato accusato di crimini contro l'umanità. In risposta alle violenze subite, miliziani separatisti iniziarono ad attaccare postazioni militari e assaltare poliziotti. L'esercito rispose a sua volta bombardando le aree nelle quali risiedevano un maggior numero di miliziani indipendentisti e bruciando anche diversi villaggi nei quali c'erano più simpatizzanti dell'OPM, uccidendo migliaia di persone, soprattutto civili. Tra gli scontri più violenti avvenuti tra i miliziani vi fu lo scontro a Manokwari che provocò 54 vittime. In seguito, dal 14 luglio fino al 2 agosto 1969, vennero indette delle votazioni per decidere il futuro del territorio: il risultato fu a favore dell'integrazione, anche se i partecipanti furono poco più di un migliaio.
Dopo la fine delle votazioni, avvennero diverse manifestazioni per richiedere un nuovo referendum. Alcuni gruppi indipendentisti contestarono il risultato affermando che le votazioni fossero truccate.